# Vitoria-Gasteiz
Vitoria (baskicky Gasteiz, oficiálně v obou jazycích Vitoria-Gasteiz) je město v severním Španělsku, hlavní město provincie Álava i celého autonomního společenství Baskicko. Žije zde přibližně 258 tisíc obyvatel.

## Dějiny
Po pádu Římské říše je doloženo v 5. až 6. století osídlení barbary, kdy ze severu přišli Vizigóti a z jihu Frankové. Název sídla Victoriacum podle tradice zvolil vizigótský král Leovigild. Město založil král Sancho VI. Navarrský roku 1181 a nazval je Nova Victoria. V zakládací listině se zároveň uvádí i název návrší  Gasteiz.
Historické centrum města je poměrně dobře zachovalé, s mnoha pamětihodnostmi (4 středověké kostely, paláce, věže) a s parky. 
Prochází tudy dvě trasy poutní Svatojakubské cesty: Camiño frances (francouzská) a Camiño norte (severní). 
Nejstarší část města, El Campillo, byla znovu postavena po požáru v roce 1200. Město zbohatlo obchodováním se železem a vlnou. 

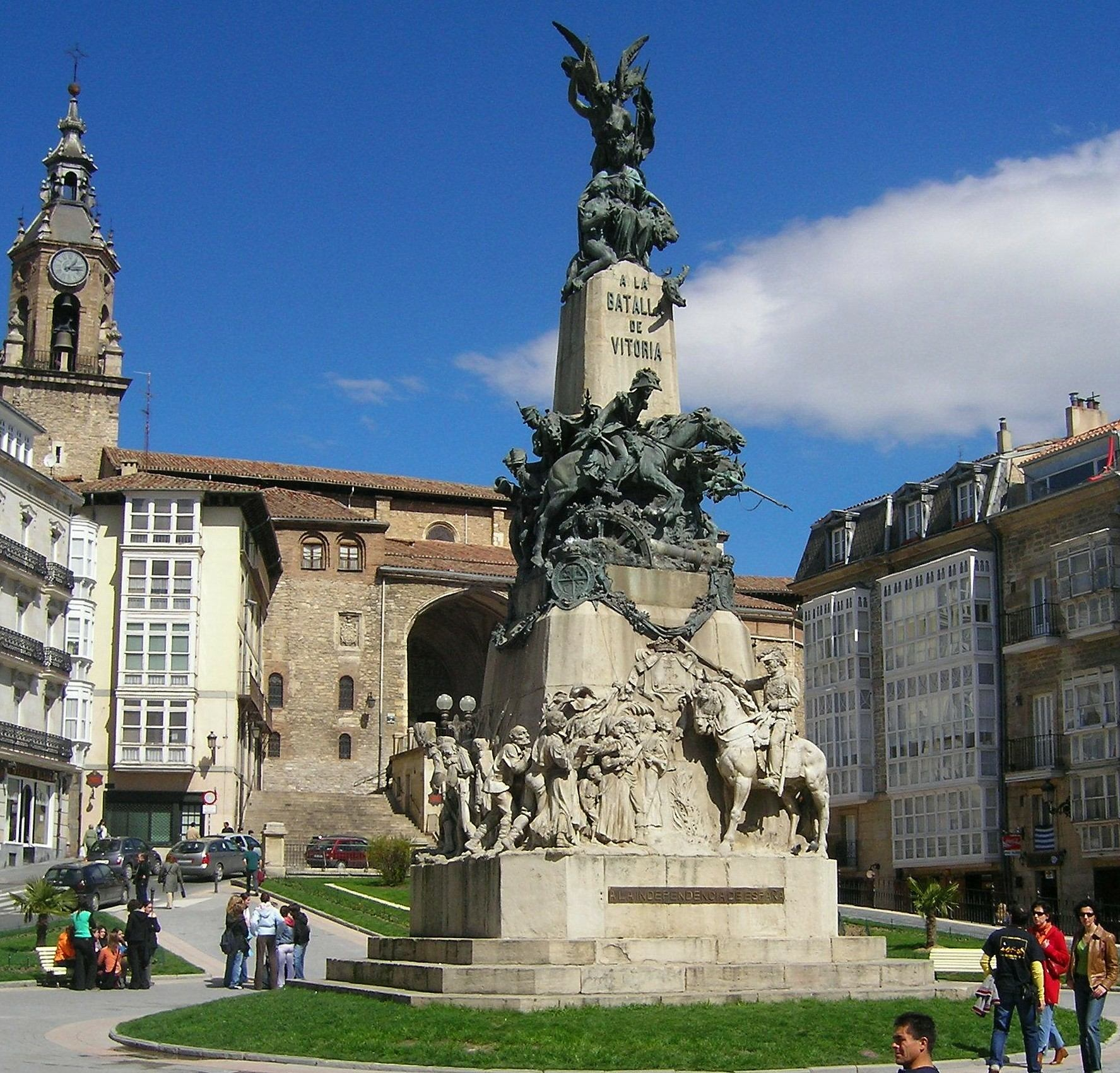
Pomník bitvy o Vitorii-Gasteiz z roku 1813, náměstí Plaza de la Virgen Blanca

V roce 1434 udělil městu král Jan II. Kastilský městská práva. 
V roce 1463 patřila Vitoria-Gasteiz k pěti zakládajících městům svazku bratrských měst Alava 13 (Sajazarra, Miranda de Ebro, Pancorbo a Salvatierra-Agurain).
22. ledna 1522 ve městě v paláci Casa del Cordón bydlel nově zvolený papež Hadrián VI. (Adriaan Florensz). Zůstal zde přes měsíc jako regent Španělska proti francouzské invazi.
Během války o Roussillon byla Vitoria-Gasteiz, stejně jako velká část Baskicka, krátce obsazena francouzskými jednotkami. Okupaci ukončila Basilejská smlouva.
21. června 1813 zvítězila spojená vojska Britů, Španělů a Portugalců pod velením generála Wellingtona v bitě u Vitorie nad Josefem Bonapartem. Vítězství připomíná pomník. 
Během španělského přechodu od diktatury k demokracii bylo město dějištěm krvavých represí. 3. března 1976 zde policie střílela do stávkujících pracovníků, kteří se shromáždili v kostele sv. Františka, a usmrtila 5 osob.
Od 20. května 1980 je Vitoria oficiálním hlavním městem autonomního společenství Baskicko, je sídlem autonomní vlády i parlamentu.

## Památky

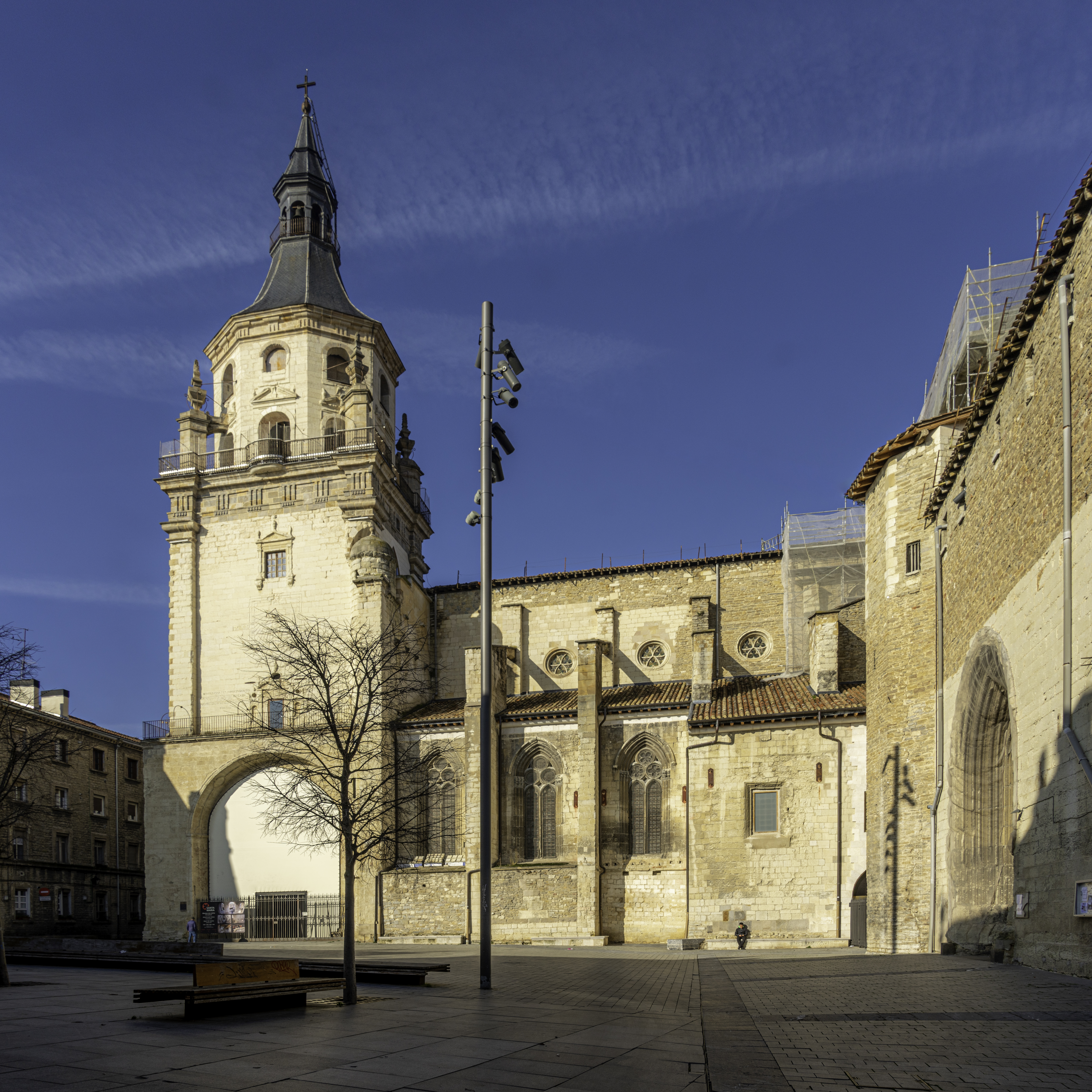
Stará katedrála Panny Marie Vítězné

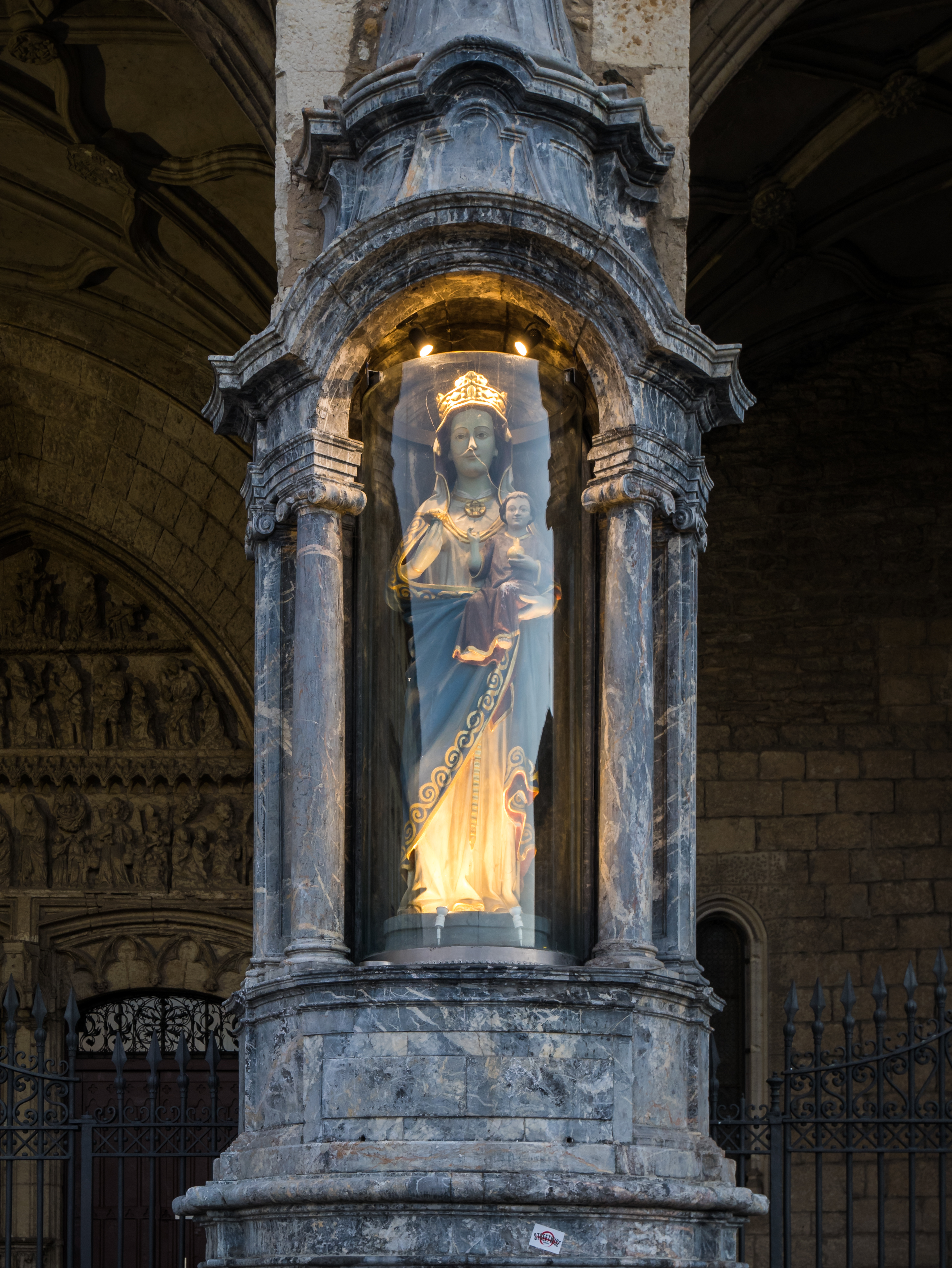
Virgen blanca, socha "bílé" Panny Marie

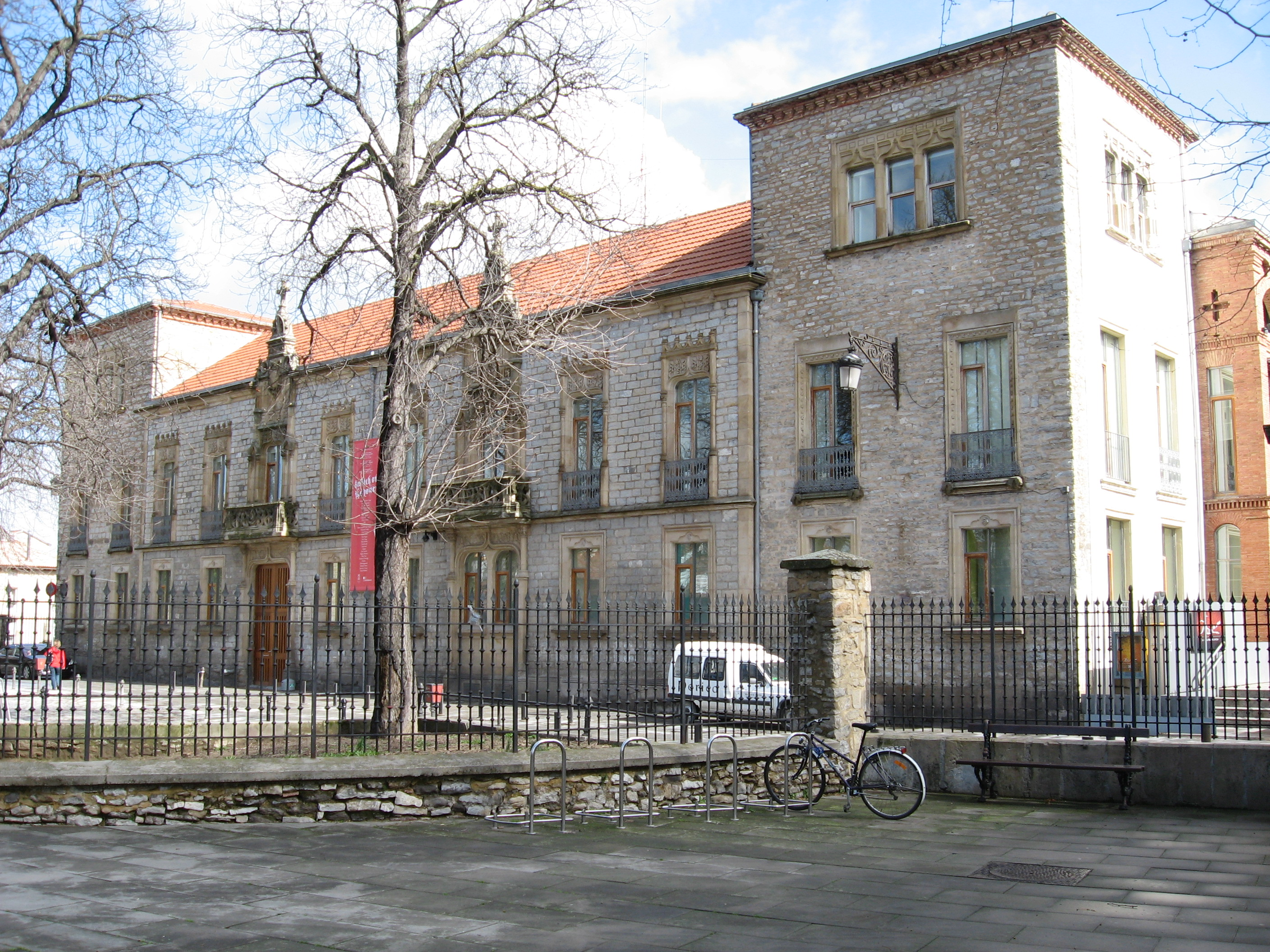
Palacio de Montehermoso

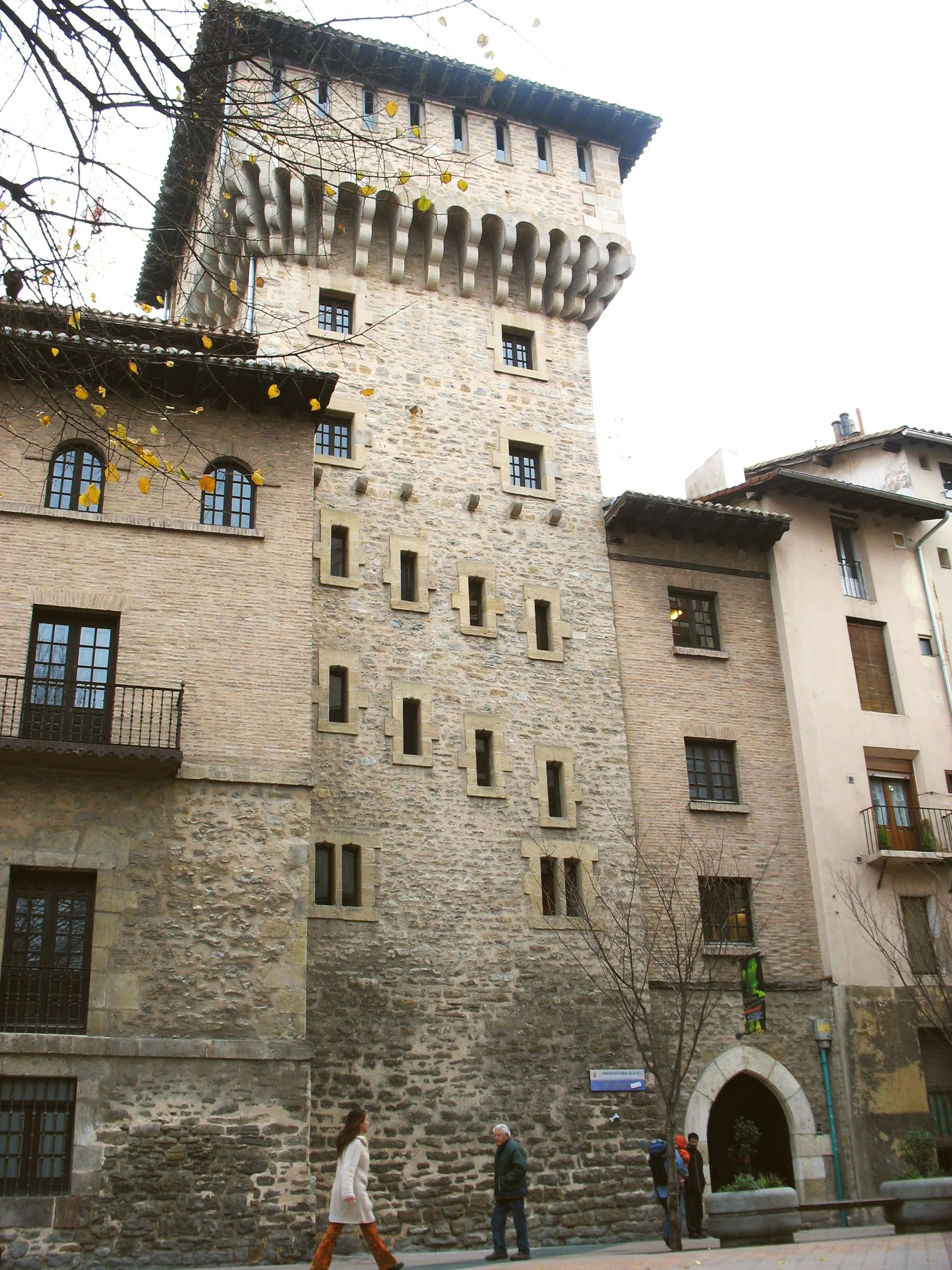
Věž doni Ochandy

- Catedral Santa María de Vitoria (Katedrála Panny Marie Vítězné)) - památka zapsaná v seznamu světového dědictví UNESCO; stojí na místě nejstarší části města, datované archeologickými nálezy do 7. století; stavba byla založena roku 1181 a postavena po roce 1200 v gotickém stylu, chór se vyznačuje stylovými prvky platereska. Sídlem diecéze se stala roku 1862, od založení druhé - novogotické katedrály Neposkvrněného početí Panny Marie se nazývá stará (la vieja). Archeologické výzkumy z let 2016-2018 zpřístupnily veřejnosti část raně středověkého pohřebiště a městského opevnění v podzemí katedrály[3] .

Iglesia de San Miguel Arcángel  (kostel sv. archanděla Michaela), gotický chrám, poutní centrum města; monumentální tříetážový barokní oltář s množstvím dřevěných zlacených soch a reliéfů vytvořil sochař Gregorio Fernández a jeho dílna; v nice na sloupu stojí kopie gotické sochy bílé Panny Marie s Ježíšekm (Virgen Blanca), patronky města. Originál sochy byl venku zničen vlivy počasí a vandaly. Od roku 1884 se k soše vážou každoroční slavnosti, konané od 25. července do 8. srpna. Jejich součástí je například Dětský den nebo jízda na oslech.  
- Torre de Doña Ochanda (Věž paní Ochandy) městská vež středověkého opevnění, nyní sídlo přírodovědeckého muzea, přilehlé nové objekty užívá galerie moderního umění
- Palacio de Montehermoso (Palacio de Villasuso) - renesanční palác s arkádovým dvorem, založený roku 1524; při dobývání Baskicka v něm roku 1813 bydlel Josef Bonaparte
- Židovský hřbitov - jediný pozůstatek po židovské komunitě města.

## Kultura a školství
Ve městě se každoročně konají rockový festival, jazzový festival a slavnosti "Bílé paní". Je  zde činné Centrum kultury (se sídlem v Paláci Montehermoso), dále dvě muzea a jediná veřejná vysoká škola v Baskicku.

## Sport
Město je domovem fotbalového klubu Deportivo Alavés, úspěšného basketbalového klubu Saski Baskonia a tenisového klubu Peña Vitoriana, který pořádá mezinárodní turnaje ITF.

## Doprava
Vitoria leží na hlavní silniční i železniční trase spojující Paříž a Madrid. Jezdí tudy také vnitrostátní rychlíky na trase Madrid – Valladolid – Burgos – Vitoria – San Sebastián – Irun, existuje také spojení se Salamankou a Barcelonou. Městskou dopravu zajišťují autobusy, od roku 2009 také tramvaje. Ve městě se nachází letiště, odkud létají pravidelné linky do Barcelony a Madridu.

## Osobnosti města
- Ramiro de Maeztu (1874–1936), novinář, politik, zavražděn během španělské občanské války[4]
- Jesús Guridi (1886–1961), hudební skladatel[5]
- Juanito Oiarzabal (* 1956), horolezec, který vystoupal na všech 14 osmitisícových vrcholů[6]
- Andoni Zubizarreta (* 1961), bývalý španělský fotbalový brankář a reprezentant[7]
- Martín Fiz (* 1963), bývalý atlet, běžec na dlouhé tratě, mistr Evropy a světa v maratonském běhu[8]
- Unai Simón (* 1997), fotbalový brankář a reprezentant[9]

## Partnerská města
- Al-Kuvíra, Západní Sahara (1990)
- Anaheim, Spojené státy americké (1998)
- Angoulême, Francie (1967)
- Asunción, Paraguay
- Cogo, Rovníková Guinea (1990)
- Ibagué, Kolumbie (2013)
- Victoria, Spojené státy americké (1984)
- Vitória, Brazílie (1977)